# Melgar de Fernamental
Melgar de Fernamental ist ein Ort und eine Gemeinde (municipio) mit 1.513 Einwohnern (Stand: 2024) in der Provinz Burgos in der nordspanischen Autonomen Region Kastilien-León.

## Lage
Melgar de Fernamental liegt am Río Pisuerga in der kastilischen Hochebene (meseta) in einer Höhe von etwa 800 Metern ü. d. M. und ist etwa fünfzig Kilometer (Fahrtstrecke) in westlicher Richtung von der Stadt Burgos entfernt. 
Als Umgehungsstraße führt die Autovía A-231 in ostwestlicher Richtung durch die Gemeinde und am Ort vorbei. 

## Bevölkerungsentwicklung
| Jahr      | 1970 | 1981 | 1991 | 2003 | 2008 | 2011 |
| Einwohner | 2335 | 2219 | 2139 | 1986 | 1898 | 1842 |

## Geschichte
Die Gemeinde entstand durch den Zusammenschluss der Gemeinden Santa Maria Ananez und San Llorente de la Vega, daneben wurden Tagarrosa und Valtierra de Riopisuerga eingemeindet. 
Etwas westlich des heutigen Hauptortes liegt die archäologische Stätte Dessobriga. Es handelt sich dabei um eine ursprünglich keltische Siedlung, die im Zuge der römischen Expansion zu einer Stadt ausgebaut wurde. Sie wurde im Zuge des Autobahnausbaus teilweise ausgegraben. Dadurch wurde schon eine eisenzeitliche Besiedlung festgestellt. 

## Wirtschaft
Die Region ist seit Jahrhunderten wesentlich von der Landwirtschaft geprägt; die Bewohner früherer Zeiten lebten hauptsächlich als Selbstversorger, aber auch Handwerk und Kleinhandel spielte eine Rolle. Ein Schwerpunkt lag auf der Anzucht von Bäumen aller Art, die letztlich in ganz Zentralspanien angepflanzt wurden.

## Sehenswürdigkeiten
- Kirche Mariä Himmelfahrt aus dem 15./16. Jahrhundert
- Konsistorialhaus
- Ethnografisches Museum im Salón de Teatro Patronato Rodriguez de Celis
- Einsiedelei Unserer Lieben Frau von Zorita
- Einsiedelei San Jose
- Kanäle
- Brücken über den Pisuerga

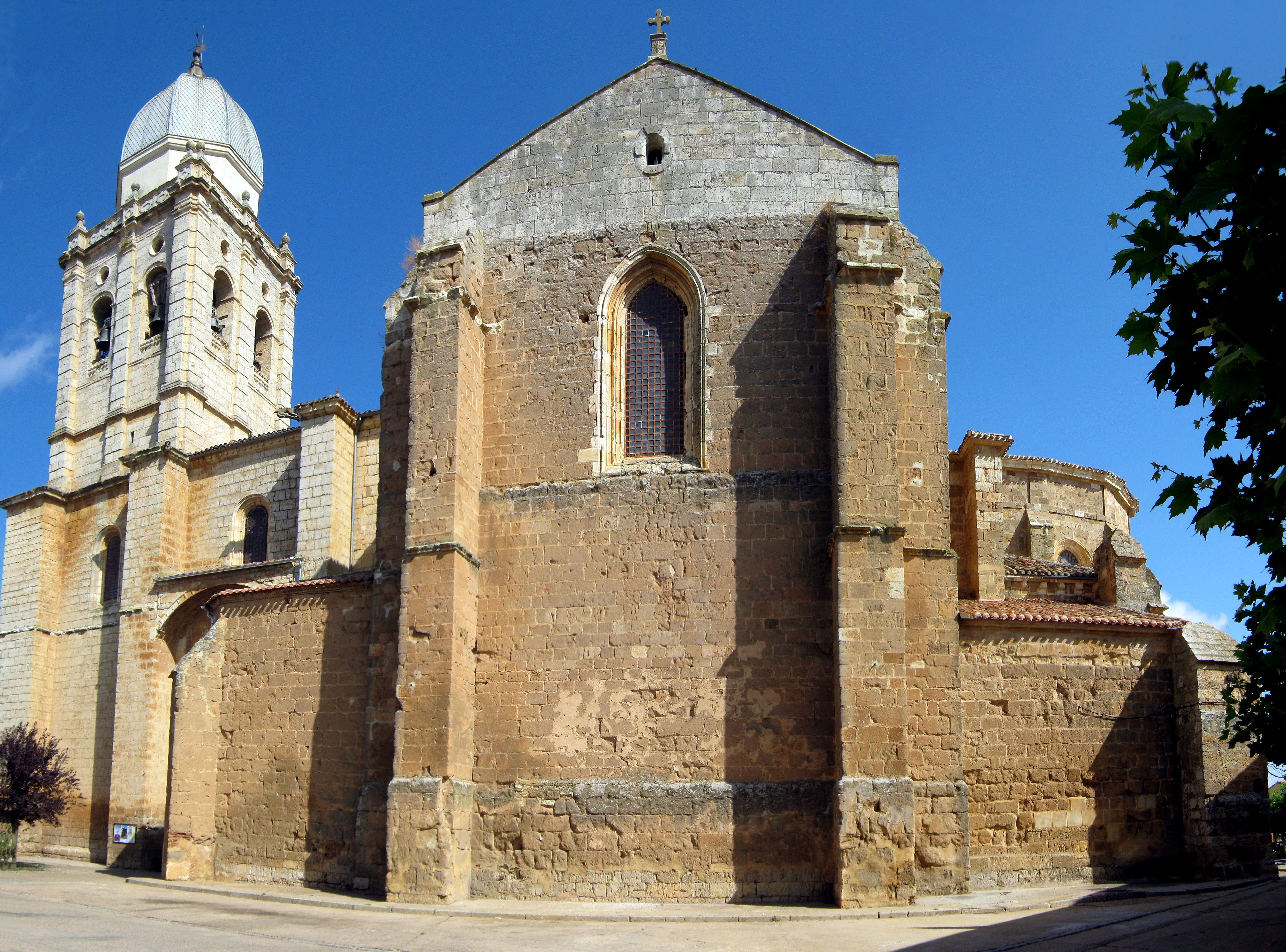
Kirche Mariä Himmelfahrt
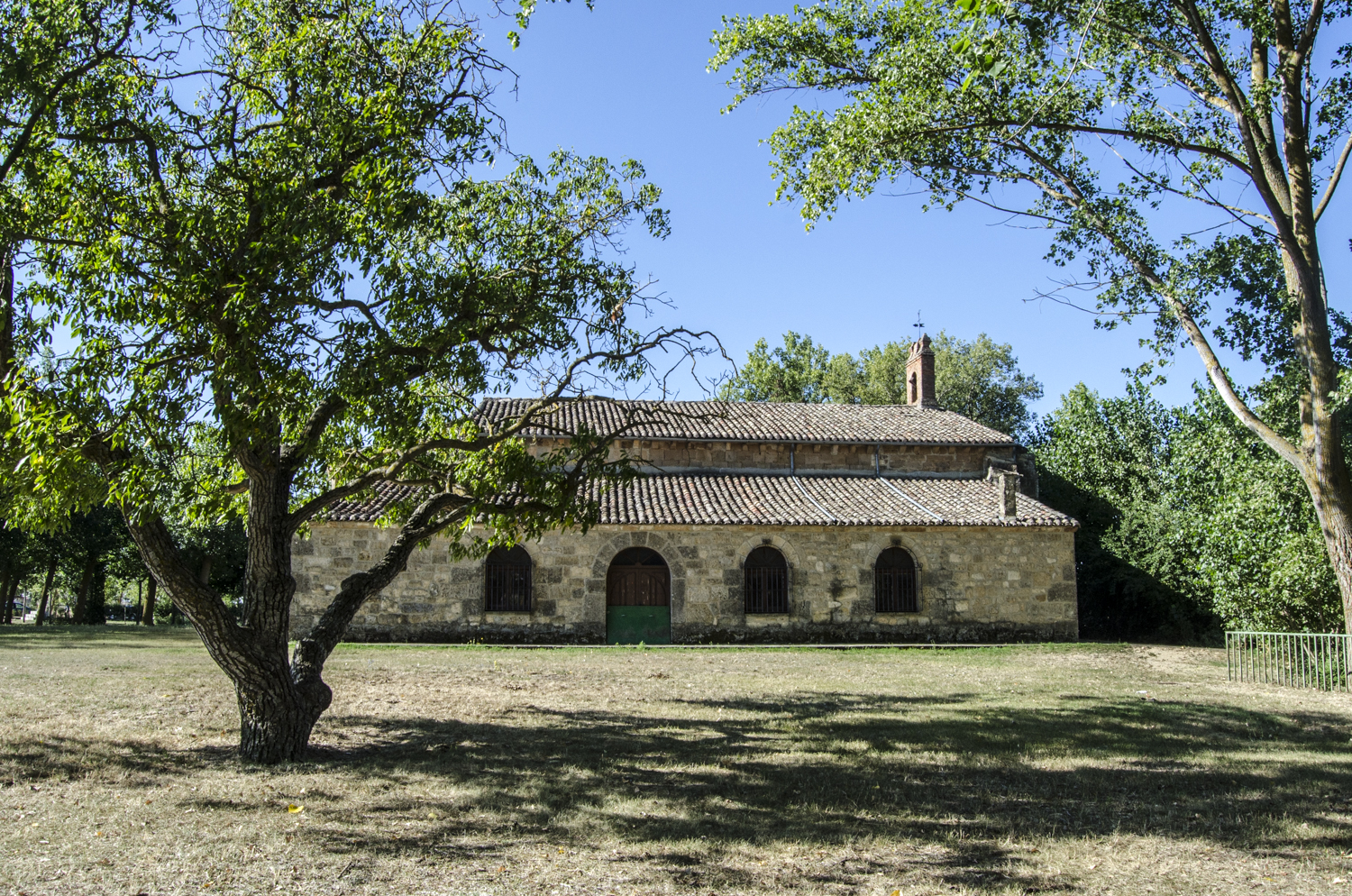
Einsiedelei Unserer Lieben Frau von Zorita
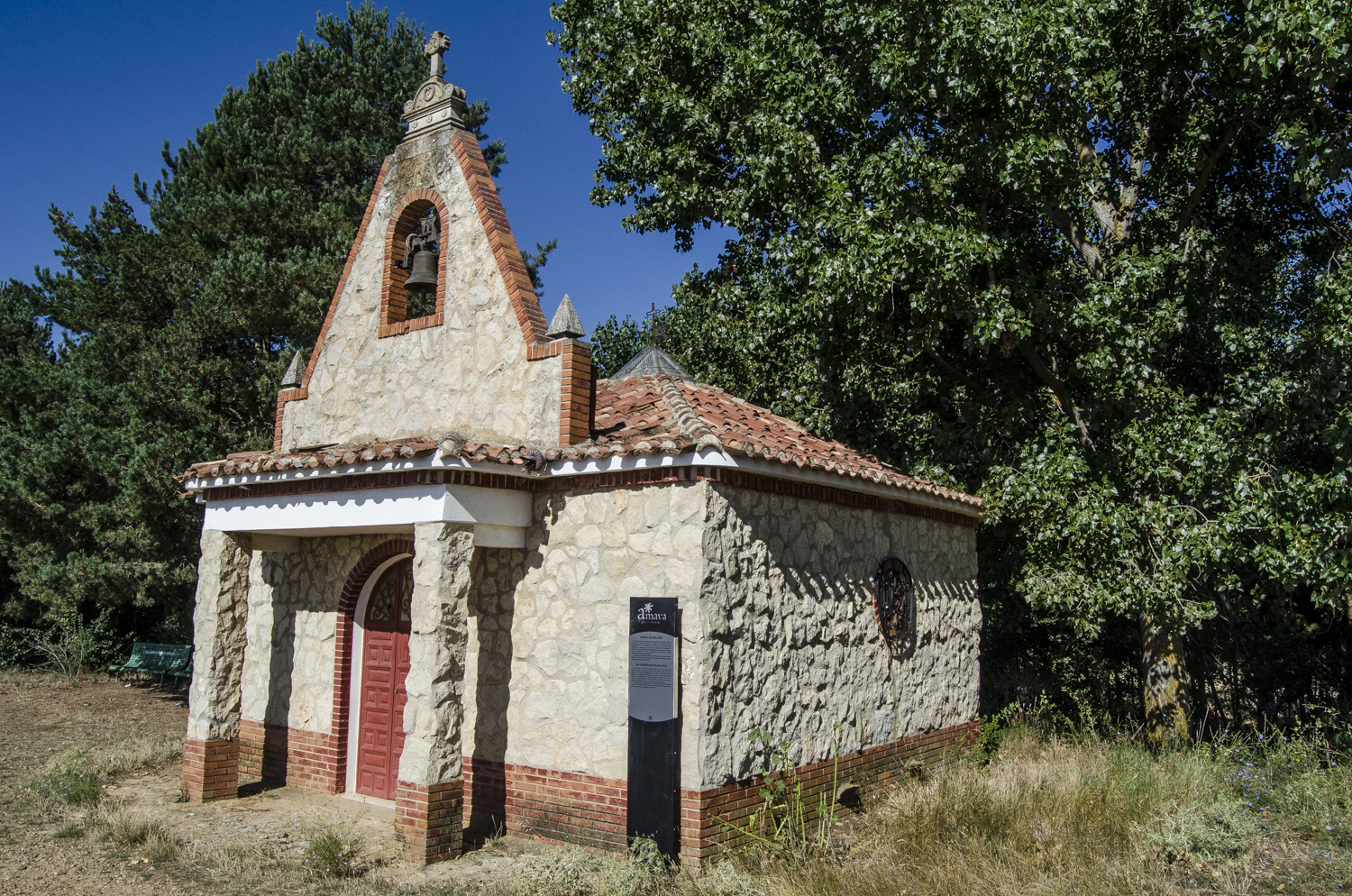
Einsiedelei San Jose
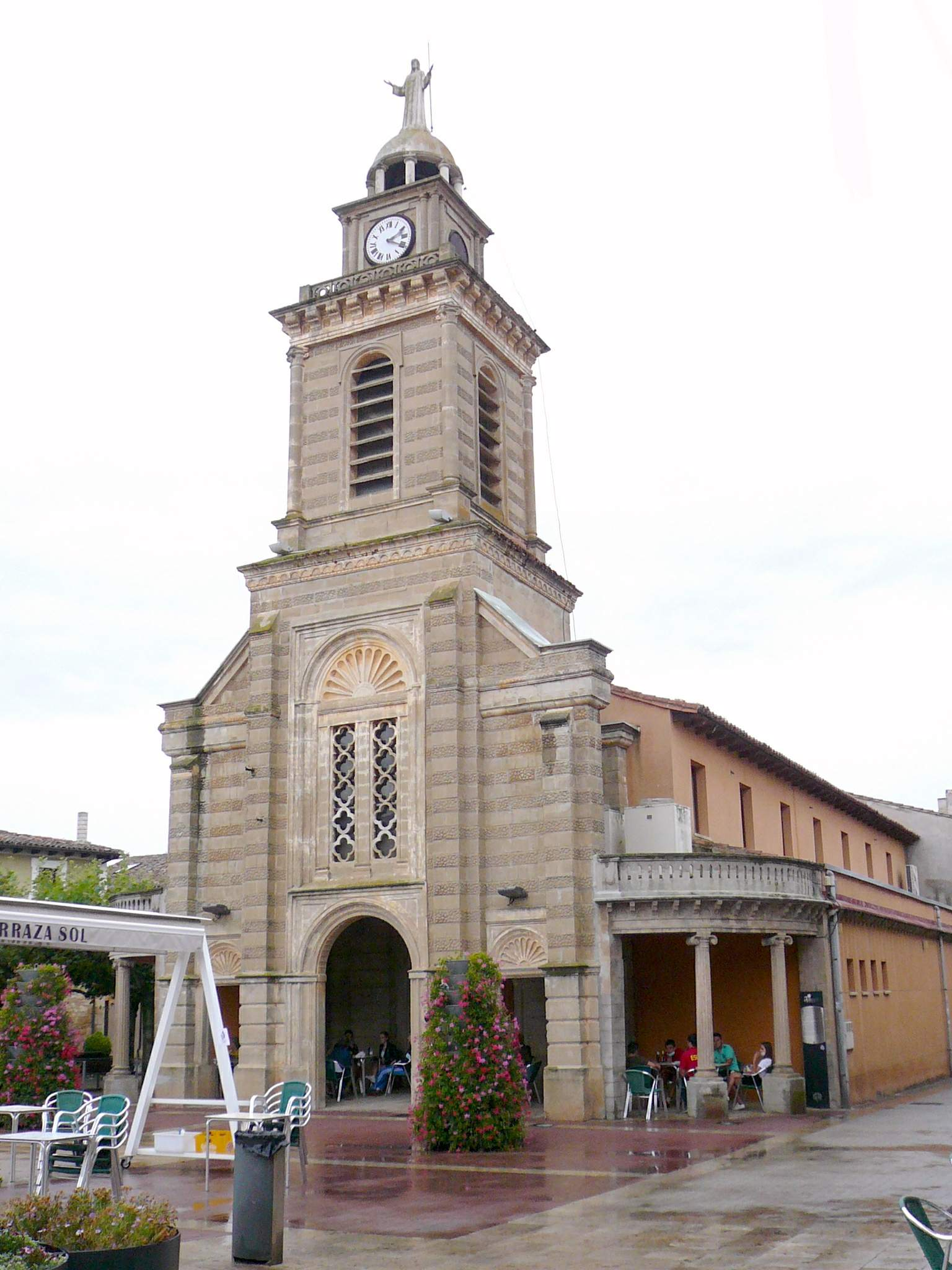
Kulturzentrum Santa Ana
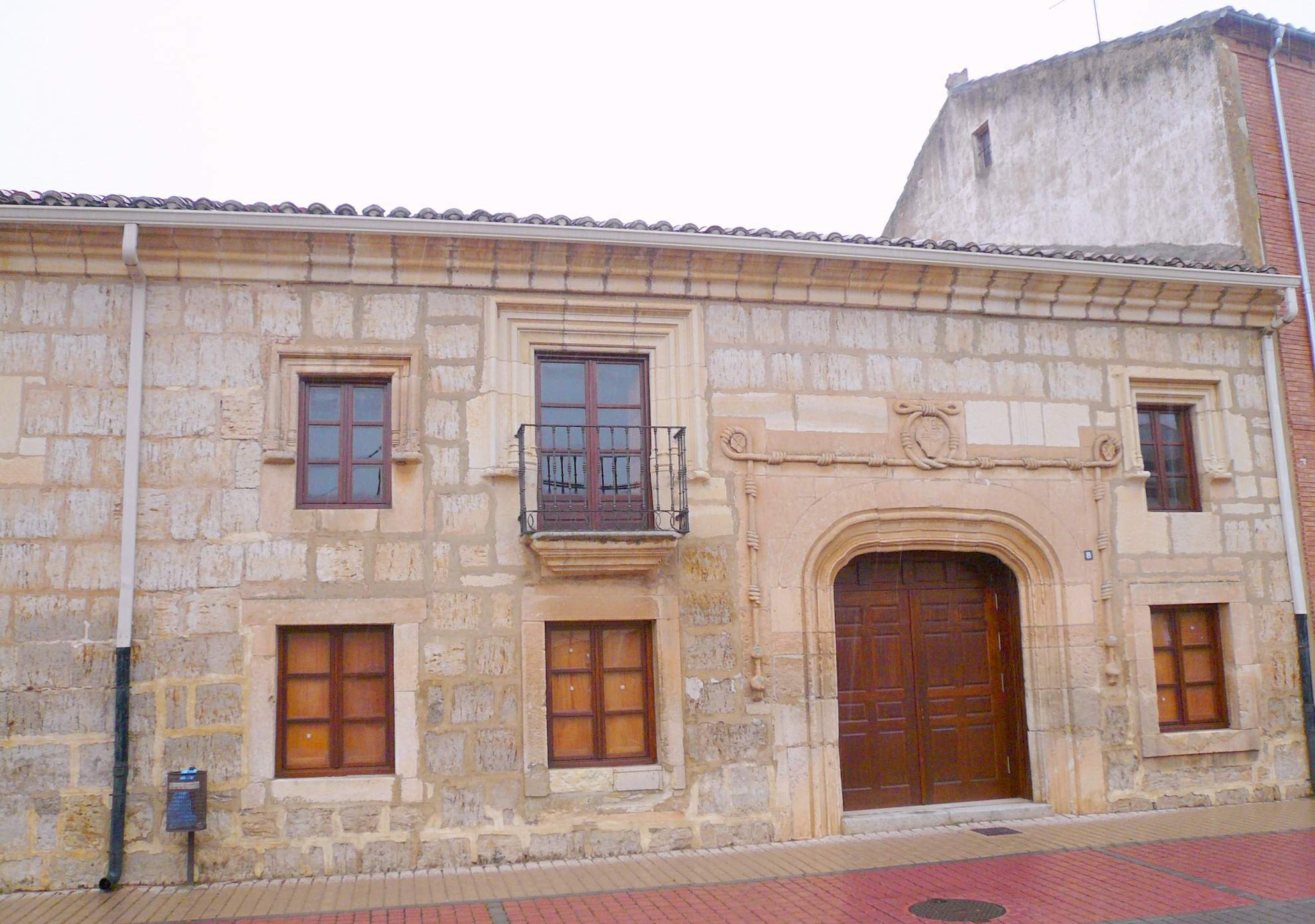
Salón de Teatro Patronato
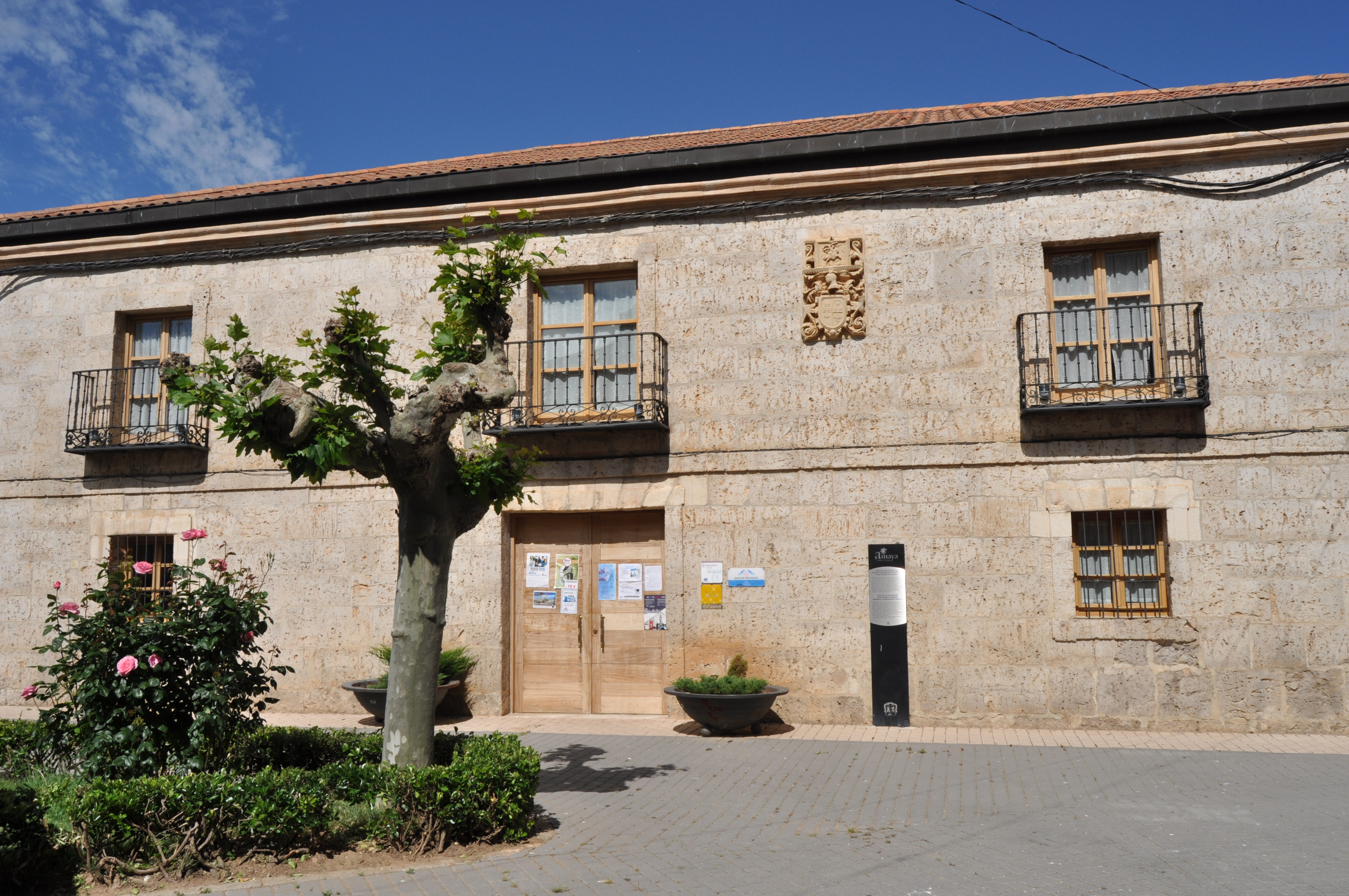
Ethnografisches Museum
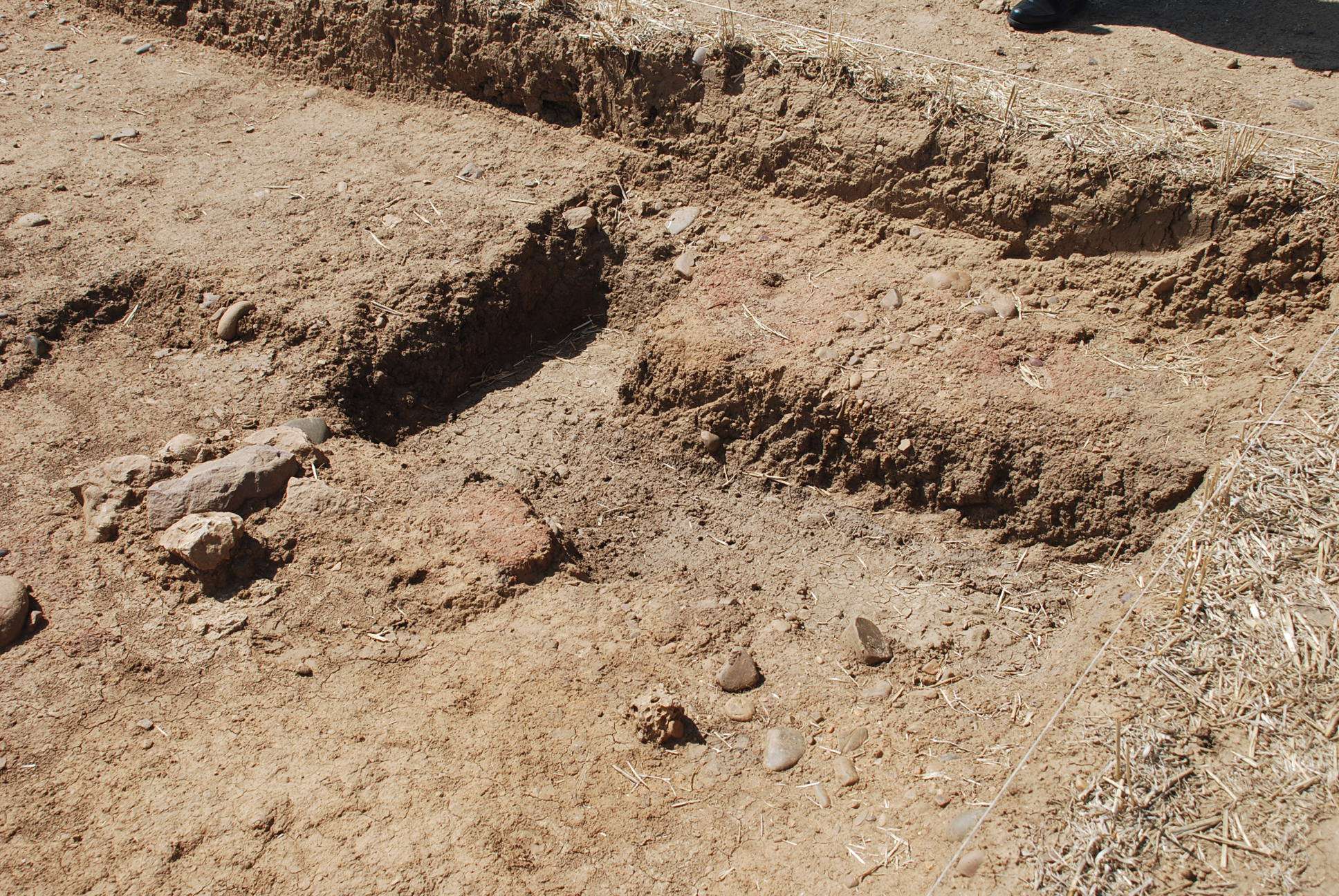
Archäologische Grabungsstätte Dessobriga
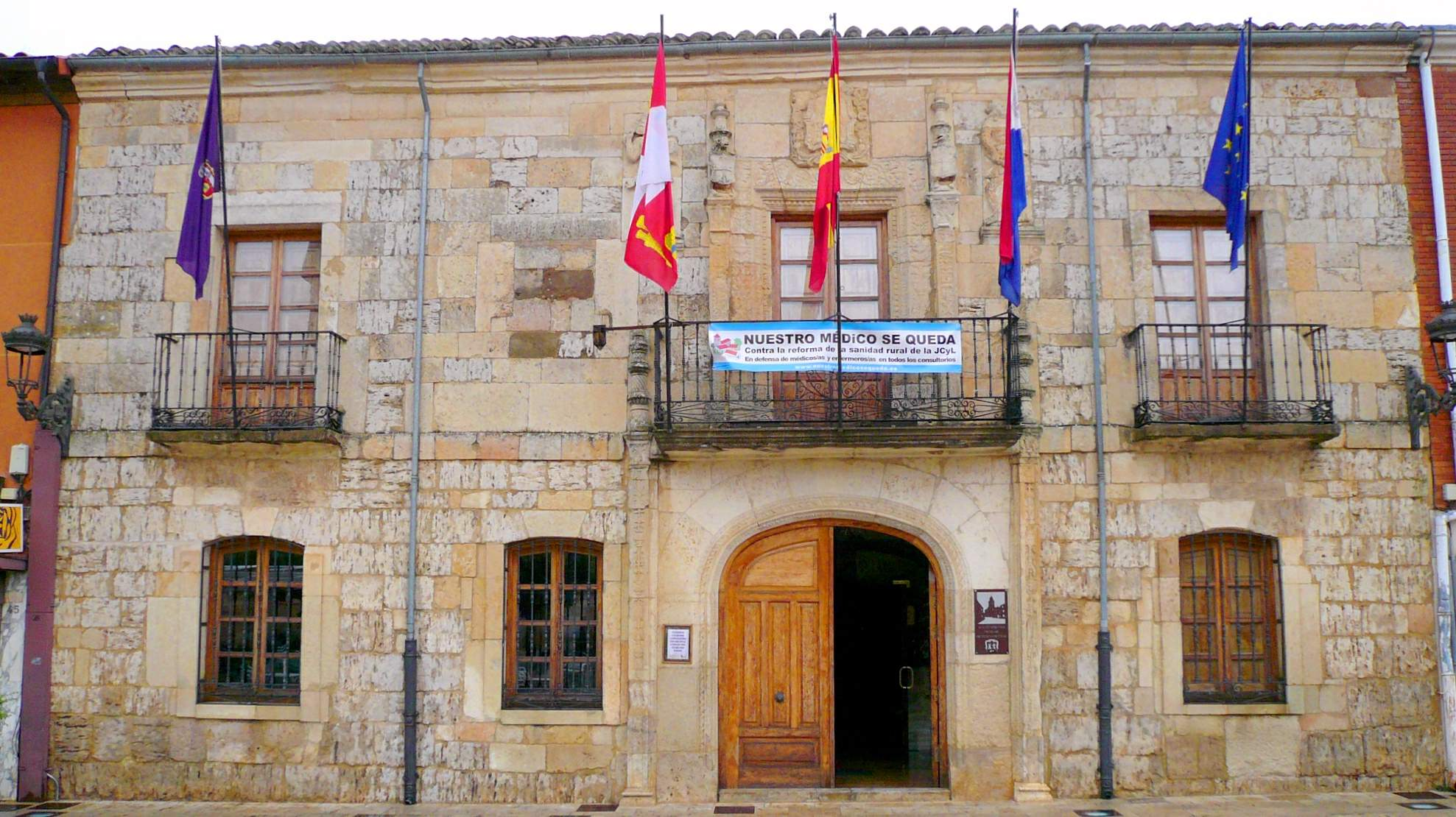
Rathaus